# بطولة العالم لكرة اليد للرجال 2027
بطولة العالم لكرة اليد للرجال 2027 هي النسخة ال30 من بطولة العالم لكرة اليد للرجال،ستقام في ألمانيا في يناير 2027.